# Estació de Tolosa-Matabuòu
Tolosa-Matabuòu (en occità Tolosa Matabuòu i en francès Toulouse-Matabiau) és la principal estació de tren per a viatgers de Tolosa i de la regió de Migdia-Pirineus. A més, és l'element central de la xarxa ferroviària i de transports en comú de l'aglomeració de Tolosa. L'estació de Matabuòu se situa al centre la ciutat, al costat nord-est del centre històric i al costat del Canal del Migdia, al boulevard Pierre-Sémard.
Amb l'estació de metro Marengo-SCNF molt propera, l'estació és el centre d'un important pol d'intercanvis que permet nombroses correspondències en diferents xarxes de transport.

## A la xarxa ferroviària
L'estació de Matabuòu és al centre d'una estrella ferroviària de sis branques que constitueixen les línies següents (en ordre de les agulles del rellotge i amb inici al nord):
- de Tolosa a Montalban (vers Montalban, Agen i Bordeus, després a París), línia de doble via electrificada a 1500 V;
- de Tolosa a Sant Somplesi (vers Albi després Rodés o Vilafranca de Roergue després Capdenac o Castres i Masamet), línia de via única no electrificada;
- de Tolosa a Narbona (vers Perpinyà o Marsella després a Lió o Niça i Itàlia), línia de doble via electrificada a 1500V;
- de Tolosa a Foix (vers la Tor de Querol i Espanya), línia de via única electrificada a 1500V;
- de Tolosa a Tarba (vers Lorda, Pau, Baiona i Espanya), línia de doble via electrificada a 1500V;
- de Tolosa a Colomièrs (vers Auch), línia de via única, parcialment doblada a l'aglomeració de Tolosa, no electrificada.

A més hi ha un complex ferroviari que conté:
- Al nord, els tallers de Toulouse-Raynal.
- A l'est, el dipòsit Toulouse-Périole.
- A 15 km al nord, el triage de Saint-Jory.

Línies
- Línia Bordeus-Seta
- Línia Tolosa-Baiona
- Línia Briva la Galharda-Tolosa

## Història
Durant la primera meitat del segle xix el mitjà més ràpid per unir Bordeus i Seta era prendre la diligència entre Bordeus i Tolosa, que trigava 18 hores, i després navegar el Canal del Migdia per arribar a Seta en 28 hores més.
Durant aquesta època, Tolosa estava en retard en la revolució industrial aspecte que hi va contribuir l'alcalde Joseph de Villèle, ja que va rebutjar el ferrocarril al principi del segle.
El 1853 Émile Pereire i Isaac Pereire van fundar la Compagnie des Chemins de fer du Midi. Tres anys més tard van obrir la línia entre Agen i Tolosa que es va allargar ben aviat cap a Bordeus i Seta, concretament el 1857. Per evitat qualsevol competència, la companyia va prendre els drets d'explotació del Canal del Migdia.
L'edifici actual de l'estació de Matabuòu es va construir entre 1903 i 1905, que va substituir un edifici antic que incloïa un embarcador. El nom del barri de Matabuòu fa referència al martiri de Sant Sadurní de Tolosa.
L'edifici de viatgers que coneixem avui dia va ser dissenyat per l'arquitecte tolonès Marius Toudoire i es va fer amb pedra de Saintonge. Les 26 ciutats principals que dona servei el tren entre Bordeus i Seta són presents amb els escuts a la façana.
El 1938 la Compagnie du Midi es va fusionar i nacionalitzar amb les quatre altres grans companyies de ferrocarril del país (Nord, Est, Paris-Orléans, Paris-Lyon-Méditerranée) per formar la SNCF.
L'edifici va ser completament restaurat el 1983, just abans de ser declarat Monument Històric.
Des de 1990 rep trens TGV que provenen de la LGV Atlàntic, que uneix Tolosa amb París amb 5h o 5h 30 m, en contra de les 6-7 h de la línia Les Aubrais-Montauban-Limoges-Orleans.
El 2004, l'estació va esdevenir terminal per la línia D de la xarxa de transports en comú de Tolosa i una línia del transport express régional. Actualment hi passen uns 8 milions de viatgers anuals, això vol dir uns 22 mil al dia.
Actualment compta amb una platja composta per 11 vies, dues de les quals són terminals.

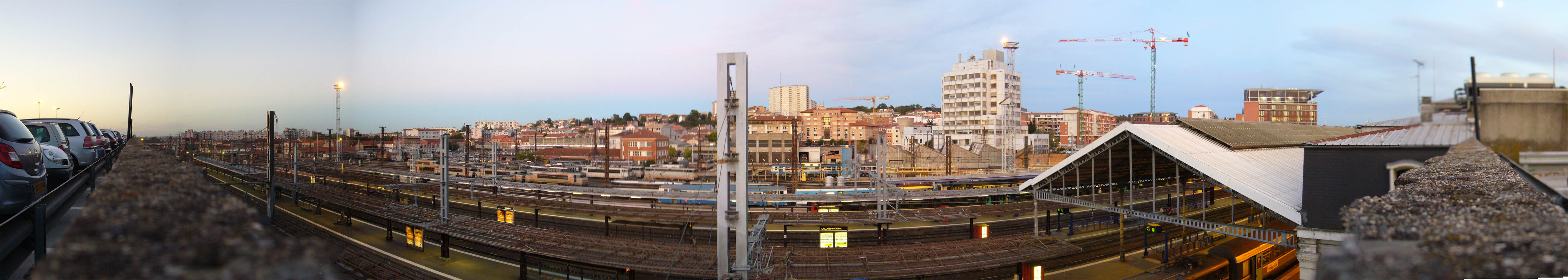
Panorama de les vies darrere l'estació, a la dreta de la foto.